# Folknykterhetens dag
Folknykterhetens dag, till slutet av 1940-talet kallad Nykterhetsfolkets dag, är en temadag som sedan 1925 firas på Kristi himmelsfärdsdag runt om i Sverige, bland annat på Skansen i Stockholm. Initiativtagare var ursprungligen Nykterhetsrörelsens landsförbund.
Sedan 2003 firas Folknykterhetens vecka av olika nykterhetsorganisationer inom SLAN. Man har alltså kompletterat den ursprungliga traditionen med en hel vecka, fylld med arrangemang över hela landet.